# Genoa CFC
Genoa Cricket and Football Club, znany jako Genoa CFC lub potocznie jako Genoa (wymowa włoska /ˈd͡ʒɛːnoa/) – włoski klub sportowy z siedzibą w Genui, założony 7 września 1893 roku, kiedy powstały sekcja lekkoatletyczna i krykietowa.
Swoje mecze rozgrywa na Stadio Luigi Ferraris liczącym 36 536 miejsc siedzących. Genoa jest jednym z najbardziej utytułowanych klubów we Włoszech – jej najważniejsze osiągnięcia to zdobycie mistrzostwa Włoch w 1898, 1899, 1900, 1902, 1903, 1904, 1915, 1923 i 1924 roku. Wszystkie te tytuły pochodzą jeszcze z nieoficjalnych rozgrywek ligi włoskiej. Genoa zdobyła również Puchar Włoch 1937. Oprócz tego zespół dotarł do półfinału Pucharu UEFA 1990/1991, jednak przegrał w nim z późniejszym triumfatorem rozgrywek – Ajaksem Amsterdam.
Genoa domowe spotkania rozgrywa w koszulkach w czerwono-niebieskie pasy, niebieskich spodenkach oraz niebieskich skarpetach. Drużyna posiada kilka przydomków, między innymi „Rossoblu” oraz „Grifone”. Na Genoę mawia się też czasami „Zena”, „Vecchio Balordo” oraz „Grifo”. Od 2019 roku trenerem klubu jest Aurelio Andreazzoli, natomiast rolę kapitana ekipy „Rossoblu” pełni Domenico Criscito. Największym rywalem klubu jest UC Sampdoria, a pojedynki pomiędzy tymi dwoma zespołami są nazywane we Włoszech „Derby di Genova” lub „Derby della Lanterna”.

## Historia

### Początki
Klub został założony 7 września 1893 roku jako Genoa Cricket & Athletic Club. Początkowo zostały utworzone dwie sekcje – lekkoatletyczna i krykietowa. Klub powstał w celu reprezentowania Anglii za granicą, dlatego też koszulki noszone przez członków zespołu były białe, tak jak koszulki reprezentacji Anglii w piłce nożnej. Początkowo Włosi nie dopuścili drużyny do ligowych rozgrywek, ponieważ uznali ją za prywatny klub. Zespół miał swoją siedzibę w północno-zachodniej części Genui, w obszarze Campasso. Założycielami klubu byli Charles De Grave Sells, S. Blake, G. Green, W. Riley, Daniel G. Fawcus, H. M. Sandys, E. De Thierry, Jonathan Summerhill Sr., Jonathan Summerhill Jr. oraz sir Charles Alfred Payton.
Zespół stał się tym samym jedną z najstarszych drużyn w kraju, wcześniej założono tylko dwa kluby w Turynie. Po utworzeniu sekcji piłkarskiej zespół mógł dołączyć do oficjalnych rozgrywek. Domowe mecze klub miał rozgrywać na obiekcie o nazwie „Ponte Carrega”. Na tym boisku Genoa rozegrała swoje pierwsze towarzyskie spotkanie, w którym przegrała 0:1 z połączonymi drużynami Internazionale Torino i FBC Torinese. Wkrótce potem Genoa zanotowała swoje pierwsze zwycięstwo wygrywając na wyjeździe 2:0 z UPS Alessandria. Towarzyskie mecze odbywały się również między brytyjskimi żeglarzami, między innymi z udziałem pancernika HMS Revenge z 1892 roku.

### Mistrzowska dominacja

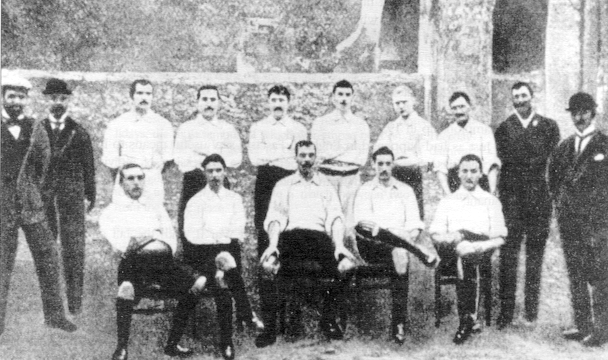
Zawodnicy Genoa CAC po zdobyciu mistrzostwa Włoch w 1898 roku

Profesjonalny futbol we Włoszech rozpoczął się wraz z powstaniem Włoskiego Związku Piłki Nożnej i rozpoczęciu rozgrywek o mistrzostwo kraju. W pierwszych mistrzostwach oprócz Genoy wzięły udział trzy drużyny z Turynu – FBC Torinese, Internazionale Torino oraz Reale Società Ginnastica Torino. Turniej został rozegrany 8 maja 1898 roku na Stadio Motovelodromo Umberto I. Genoa pokonała w półfinale 2:1 Ginnasticę, w finale zwyciężyła po dogrywce 2:1 z Internazionale i tym samym zapewniła sobie mistrzostwo Włoch.
Kolejny sezon klub rozpoczął już jako Genoa Cricket & Football Club odrzucając z poprzedniej nazwy zespołu człon „Athletic”. Zmianie uległy również stroje drużyny – do białych koszulek dodano pionowe niebieskie pasy i od tego czasu na klub mawiano „Biancoblu”. Kolejne mistrzostwa Włoch zostały rozegrane w kwietniu 1899 roku. W finale rozegranym 16 kwietnia Genoa tak jak rok wcześniej pokonała Internazionale, tym razem 3:1. Piłkarze Genoi zostali mistrzami Włoch również w 1900 roku. Najpierw wygrali 7:0 z Sampierdarenese, a w spotkaniu finałowym zwyciężyli 3:1 z Torinese.
Klubowe stroje uległy kolejnej zmianie w 1901 roku. Białe koszulki z niebieskimi paskami zastąpiły czerwono-niebieskie stroje i od tych kolorów wziął się nowy przydomek drużyny – „Rossoblu”. Jako obrońcy tytułu zawodnicy Genoi rozgrywki o mistrzostwo Włoch rozpoczęli od finału. Pojedynek z Milanem zakończył się jednak porażką Genoi 0:3 po hat tricku strzelonym przez Herberta Kilpina. „Rossoblu” wywalczyli czwarte w historii mistrzostwo kraju w 1902 roku, kiedy zwyciężyli 2:0 z Milanem. W 1903 i 1904 roku Genoa również została najlepszą drużyną we Włoszech, a w spotkaniach finałowych pokonywała wówczas Juventus F.C., kolejno 3:0 i 1:0.
Genoa została pierwszym włoski zespołem, który rozegrał mecz z klubem z innego państwa – 27 kwietnia 1903 roku „Rossoblu” wygrali 3:0 z francuską drużyną FVC Nice. Rok później, gdy pierwszy zespół Genoi zdobył kolejne mistrzostwo kraju, rezerwy włoskiego klubu zwyciężyły w rozgrywkach II Categoria. Następnie w mistrzostwach Włoch zakończyła się dominacja Genoi, rozgrywki o mistrzowski tytuł przez kolejne dziesięć lat zwyciężały AC Milan, Juventus, Pro Vercelli, Inter Mediolan oraz AS Casale.
W 1908 roku Włoski Związek Piłki Nożnej po fali protestów niektórych klubów wprowadził zakaz gry zagranicznych zawodników we włoskich drużynach. W składzie Genoi do tej pory grywali głównie Anglicy. „Rossoblu” podobnie jak inne kluby zaakceptowały tę decyzję, jednak Genoa nie wzięła udziału w mistrzostwach Włoch rozgrywanych w tym roku. W kolejnym sezonie włoska federacja pozwoliła na grę zagranicznych piłkarzy, dzięki czemu Genoa odbudowała skład, w którym grali między innymi Luigi Ferraris oraz kilku Szwajcarów. Odbudowanie drużyny spowodowało, że w 1909 roku rozpoczęto budowę stadionu, który miał pomieścić 25 000 widzów. Obiekt położony w Marassi został oddany do użytku na początku 1911 roku, natomiast pierwszy mecz rozegrano na nim 22 stycznia.

### Era Williama Garbutta
Wraz z powstaniem reprezentacji Włoch w piłce nożnej piłkarze Genoi zaczęli być do niej powoływani. Renzo De Vecchi pełnił rolę kapitana drużyny narodowej, a w kadrze występowali również Edoardo Mariani i Enrico Sardi. Następnie nowym trenerem klubu został Anglik William Garbutt. Był to pierwszy profesjonalny trener w historii włoskiej drużyny, jego charakterystycznym znakiem było bardzo częste palenie fajki. Zawodnicy Genoi nazwali Garbutta „Mister” i od czasu jego zatrudnienia klub jako jeden z niewielu we Włoszech mógł się pochwalić zawodowym trenerem.
W sezonie 1914/1915 Genoa wywalczyła kolejne mistrzostwo kraju. Najpierw klub wygrał swoją grupę eliminacyjną, później pokonał rywali grupie półfinałowej, a następnie zwyciężył w grupie finałowej. W 1914 roku wybuchła I wojna światowa i od 1915 roku profesjonalne rozgrywki piłkarskie we Włoszech zostały zawieszone. Genoa w 1919 roku zwyciężyła w nieoficjalnym turnieju Coppa Liguria. W trakcie wypełniania obowiązku wojskowego we Włoszech zginęli Luigi Ferraris, Adolfo Gnecco, Carlo Marassi, Alberto Sussone i Claudio Casanova, natomiast w Niemczech poniósł śmierć założyciel sekcji piłkarskiej w klubie – James Richardson Spensley.

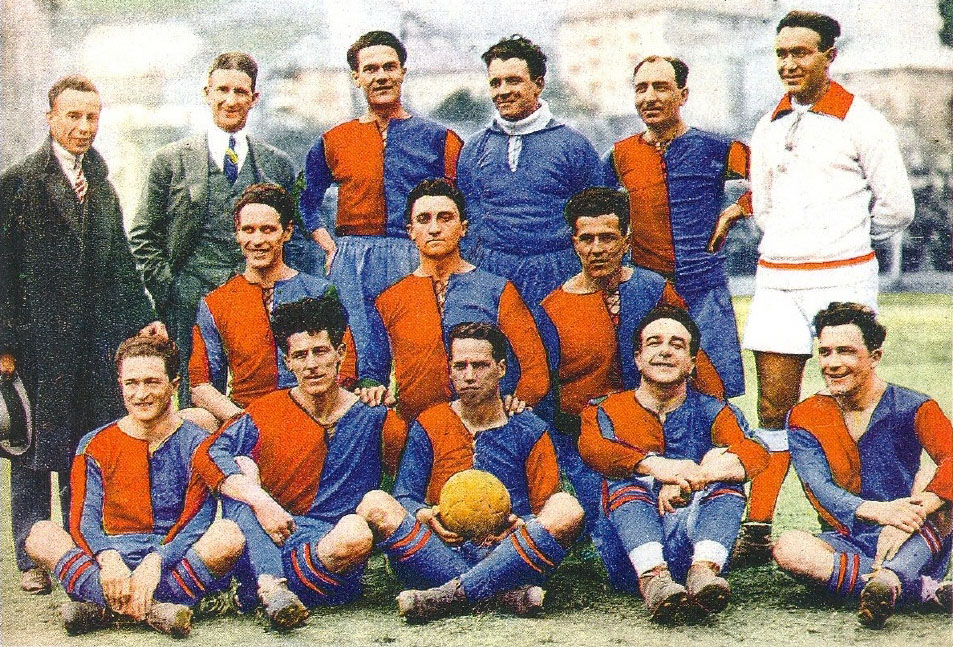
Drużyna Genoi po wywalczeniu mistrzostwa Włoch w 1924 roku

Po wojnie Genoa pozostała jednym z najlepszych zespołów w północnej części kraju. Garbutt w sezonie 1922/1923 doprowadził drużynę do kolejnego tytułu mistrza Włoch. „Rossoblu” w finałowym dwumeczu pokonali S.S. Lazio, z którym najpierw wygrali 4:1, a następnie 2:0. Rozgrywki o mistrzostwo kraju 1923/1924 również zakończyły się triumfem Genoi. W rewanżowym pojedynku z Bologną na stadionie zostały wszczęte zamieszki, a Włoska Federacja Piłki Nożnej przyznała Genoi zwycięstwo 2:0, dzięki czemu klub ten awansował do finału. W nim „Grifone” okazali się lepsi od Savoii, którą pokonali w dwumeczu 4:2. Dla Genoi był to dziewiąty i jak się później okazało ostatni zdobyty tytuł mistrzowski.
Oba te sukcesy Genoa odniosła praktycznie w niezmienionym składzie. Po zdobyciu tytułu w 1924 roku do mistrzostw Włoch została wprowadzona nowość – zdobywcy scudetto w kolejnym sezonie nosili na swoich koszulkach specjalną tarczę stylizowaną na flagę Włoch. W sezonie 1924/1925 Genoa została wyeliminowana z mistrzostw Włoch przez późniejszych triumfatorów rozgrywek – Bolognę. W 1927 roku Williama Garbutta na stanowisku trenera „Rossoblu” zastąpił Renzo De Vecchi. W sezonie 1927/1928 wywalczył on z klubem wicemistrzostwo kraju, a Genoa w końcowej tabeli została wyprzedzona tylko przez Torino. Wówczas napastnik ekipy „Grifone” – Felice Levratto zdobył 20 goli w 27 meczach i był jednym z najlepszych strzelców sezonu.

### Zmiana nazwy klubu
Ze względu na anglojęzyczną nazwę klubu, faszystowski rząd zmusił Genoę do jej zmiany i od 1928 roku drużyna występowała jako Genova 1893 Circolo del Calcio. Zespół rywalizował zarówno w rozgrywkach ligowych, jak i w Pucharze Mitropa, z którego został wyeliminowany w ćwierćfinale przez Rapid Wiedeń. W sezonie 1929/1930 w ligowej tabeli Genova uplasowała się na drugiej pozycji, a mistrzowski tytuł wywalczyła AS Ambrosiana. Od tej pory „Rossoblu” w najwyższej klasie rozgrywek w kraju nigdy nie zajęli lepszego miejsca.

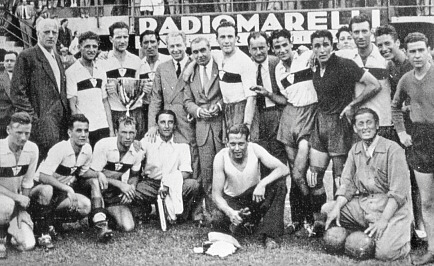
Piłkarze Genovy po zwycięstwie w Pucharze Włoch

Na początku lat 30. – w sezonach 1931/1932 oraz 1932/1933 klub zajmował w mistrzostwach Włoch miejsca w środku tabeli. Podczas rozgrywek 1933/1934 zespół uplasował się na siedemnastej lokacie w lidze i po raz pierwszy w historii spadł do Serie B. Nowym trenerem Genovy został Vittorio Faroppa, pod wodzą którego „Rossoblu” zwyciężyli rozgrywki drugiej ligi i powrócili do Serie A. W 1936 roku doszło do zmiany na stanowisku prezesa klubu – Alfredo Costę zastąpił Juan Culiolo. W sezonie 1936/1937 Genova zajęła szóste miejsce w lidze, jednak wywalczyła Puchar Włoch pokonując w spotkaniu finałowym 1:0 Romę.
Sezon 1937/1938 Genova zakończyła na trzeciej pozycji, a o pierwsze miejsce do końca rozgrywek rywalizowało aż siedem zespołów. Zdobywcy mistrzowskiego tytułu – piłkarze Ambrosiany zanotowali trzy punkty przewagi nad ekipą „Rossoblu”, natomiast szóste w tabeli Triestinę i Romę wyprzedzili o pięć punktów. Latem reprezentacja Włoch wywalczyła mistrzostwo świata, a w zwycięskiej kadrze znajdowało się trzech zawodników Genovy – Sergio Bertoni, Mario Genta oraz Mario Perazzolo. Klub zakończył dekadę w pierwszej lidze, a podczas rozgrywek 1938/1939 oraz 1939/1940 plasował się w pierwszej piątce tabeli.
W 1939 roku wybuchła II wojna światowa, która miała znaczny wpływ na włoską piłkę nożną. W 1945 roku klub powrócił do swojej wcześniejszej nazwy – Genoa Cricket and Football Club, której używano na początku istnienia rozgrywek o mistrzostwo kraju. Po wojnie na stanowiska trenera powrócili szkoleniowcy pełniący te funkcje wcześniej – najpierw Ottavio Barbieri, a później William Garbutt. W 1946 roku został założony nowy klub – UC Sampdoria, który powstał z połączenia istniejących już Sampierdarenese oraz Andrea Doria. Od tego moment Genoa dzieliła z nim swój stadion, dochodziło także do derbów Genui. Pierwsze spotkanie pomiędzy obiema drużynami odbyło się 3 listopada tego samego roku i zakończyło się zwycięstwem Sampdorii 3:0.

### Okres powojenny
Po zakończeniu wojny Genoa kończyła rozgrywki Serie A w środku tabeli. W sezonie 1948/1949 klub odnotował trzy znaczące wyniki – pokonał 4:1 Inter Mediolan, 3:0 Torino oraz 7:1 Calcio Padova. Do Genoi został kupiony z Club Atlético Boca Juniors Mario Boyé, jednak gdy drużyna zajęła w lidze ostatnie miejsce i spadła do Serie B, to Argentyńczyk odszedł do Millonarios FC. W drugiej lidze Genoa zajęła piąte miejsce, jednak w sezonie 1952/1953 wygrała rozgrywki Serie B i powróciła do najwyższej klasy rozgrywek. W Serie A Genoa wciąż zajmowała miejsca w środku tabeli.
Pomimo spadku do drugiej ligi w sezonie 1959/1960, a następnie powrotu do niej w sezonie 1961/1962, Genoa odniosła kilka sukcesów na początku lat 60. W 1962 roku zespół wygrał Puchar Alp pokonując w finale 1:0 francuską drużynę Football Club de Grenoble. Rok później „Rossoblu” triumfowali w rozgrywkach o Puchar Przyjaźni, a w 1964 roku znowu wywalczyli Puchar Alp wygrywając tym razem 2:0 z Calcio Catania po dwóch golach Giampaolo Piaceriego.
Rok po osiągnięciu tego sukcesu Genoa spadła do Serie B. Tym razem pobyt w drugiej lidze był jednak o wiele dłuższy niż było to poprzednim razem. Drużyna była niestabilna, co sezon dokonywano zmiany na stanowisku trenera. W sezonie 1969/1970 klub po raz pierwszy w historii spadła do Serie C. Od tego momentu Genoa znalazła się w trudnej sytuacji finansowej, wielokrotnie zmieniano również prezydentów zespołu. Pobyt w Serie C trwał tylko jeden sezon i w 1971 roku „Grifone” powrócili do drugiej ligi.

### Lata 70. i początki lat 80.
Na początku lat 70. Genoa była klubem, który praktycznie co roku spadał do Serie B, po czym awansował do Serie A. W tym czasie trenerami zespołu byli Arturo Silvestri (od 1970 do 1974 roku), Guido Vincenzi (od 1974 do 1975 roku) oraz Gigi Simoni (od 1975 do 1978 roku). W sezonie 1972/1973 Genoa powróciła do pierwszej ligi, jednak zajęła w niej szesnaste miejsce i ponownie spadła do Serie B. Do Serie A „Grifone” powrócili w 1976 roku. W tym czasie w Genoi grali między innymi tacy zawodnicy jak Roberto Rosato, Bruno Conti i Roberto Pruzzo. Podczas rozgrywek 1977/1978 Genoa zajęła w końcowej tabeli pierwszej ligi czternaste miejsce i ponownie spadła do Serie B. Na trzynastej lokacie uplasowała się wówczas ACF Fiorentina, która zapewniła sobie utrzymanie w Serie A wyprzedzając ekipę „Rossoblu” różnicą jednego gola. W ostatniej kolejce sezonu spotkały się właśnie Genoa i Fiorentina, a pojedynek ten zakończył się bezbramkowym remisem.
Po spadku z Genoi odeszło wielu podstawowych zawodników, między innymi Roberto Pruzzo, który przeniósł się do Romy i odnosił z nią wiele sukcesów. Po kilku sezonach zakończonych w środku tabeli Serie B, w sezonie 1980/1981 Genoa prowadzona przez byłego trenera klubu – Gigi Simoniego zajęła w lidze drugie miejsce i awansowała do Serie A. W końcowej tabeli dała się wówczas wyprzedzić tylko Milanowi, który przed sezonem został zdegradowany do Serie B za udział w nielegalnych zakładach piłkarskich.
Genoa wciąż prowadzona przez Simoniego uniknęła spadku do drugiej ligi w sezonie 1981/1982 mając jeden punkt przewagi nad strefą spadkową. W ostatnim meczu sezonu „Rossoblu” zremisowali 2:2 z SSC Napoli, mimo że na pięć minut przed końcem przegrywali 1:2. Od tego momentu rozpoczęła się przyjaźń między kibicami Genoi oraz Napoli. W sezonie 1983/1984 „Grifone” mimo zwycięstwa w ostatnim meczu rozgrywek z mistrzem kraju – Juventusem zajęli w końcowej tabeli czternaste miejsce i spadli do Serie B. Uzyskali co prawda tyle samo punktów co S.S. Lazio, jednak „Biancocelesti” zanotowali lepszy bilans w bezpośrednich pojedynkach między obiema drużynami i pozostali w pierwszej lidze.

### Koniec lat 80. i lata 90.

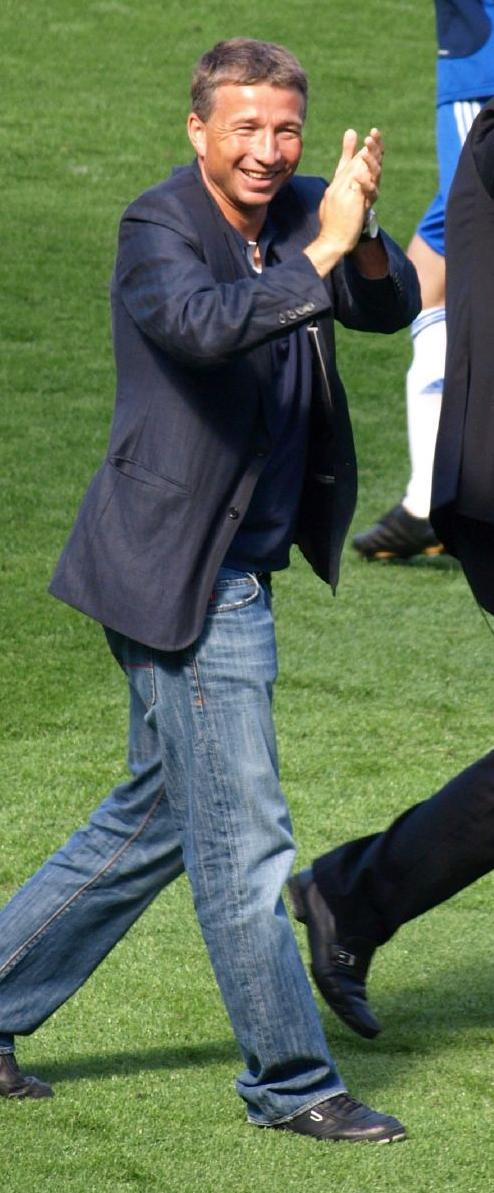
Dan Petrescu w Genoi grał tylko przez rok.

W 1985 roku Genoa została kupiona przez kalabryjskiego przedsiębiorcę – Aldo Spinelliego. Przez trzy lata z rzędu klub kończył rozgrywki Serie B w górnej części tabeli, jednak nie udało mu się wówczas awansować do pierwszej ligi. W sezonie 1987/1988 zespół uplasował się na czternastej pozycji, jednak już rok później wygrał rozgrywki drugiej ligi i awansował do Serie A. W sezonie 1990/1991 „Rossoblu” zajęli czwarte miejsce w pierwszej lidze i byli jedynym zespołem, który nie doznał wówczas porażki na własnym boisku. Genoa na Stadio Luigi Ferraris pokonała między innymi Juventus, Inter, Milan, Romę, Lazio, Fiorentinę, Napoli i Sampdorię, która sięgnęła po tytuł mistrza kraju.
Podczas rozgrywek 1991/1992 Genoa po raz pierwszy w historii wystąpiła w Pucharze UEFA. W swoim pierwszym meczu w europejskich pucharach „Grifone” przegrali na wyjeździe 0:1 z Realem Oviedo. Ostatecznie Genoa wyeliminowała jednak hiszpańską drużynę, a w dwóch kolejnych rundach pokonała dwa rumuńskie kluby z Bukaresztu – najpierw Dinamo, a następnie Steauę. W ćwierćfinale „Rossoblu” wygrali z Liverpoolem i zostali pierwszym włoskim zespołem, który zwyciężył z „The Reds” na Anfield Road. W półfinale piłkarze Genoi zostali wyeliminowani przez AFC Ajax, z którym w pierwszym spotkaniu przegrali 2:3, a w rewanżu zremisowali 1:1. W tym okresie klub kupił takich zawodników jak Gianluca Signorini, Carlos Aguilera, Stefano Eranio, Roberto Onorati oraz John van ’t Schip. W Serie A Genoa zajęła czternaste miejsce mając siedem punktów przewagi nad strefą spadkową. W kolejnych latach także plasowała się w dolnych rejonach tabeli i nie liczyła się w walce o mistrzostwo Włoch.
W sezonie 1994/1995 Genoa wspólnie z Padovą zajęła piętnaste miejsce w tabeli Serie A. O tym który z tych klubów spadnie do drugiej ligi zadecydował mecz barażowy rozegrany we Florencji, który „Rossoblu” przegrali po serii rzutów karnych 4:5. W Serie B Genoa uplasowała się na ósmej lokacie. Dzięki zwycięstwu 5:2 z Port Vale zdobyła Puchar Anglo-Włoski, a w pojedynku tym piłkarz Genoi – Gennaro Ruotolo strzelił hat-tricka. W 1997 roku nowym prezydentem klubu został Massimo Mauro. Genoa nie potrafiła jednak awansować do Serie A i do końca XX wieku występowała w rozgrywkach drugiej ligi. W tym czasie w drużynie panowała zła sytuacja – dochodziło do częstych zmian trenerów, a oprócz tego zespół znajdował się w trudnej sytuacji finansowej. W sezonie 1999/2000 Genoa zajęła w drugiej lidze szóstą pozycję.

### Początki XXI wieku

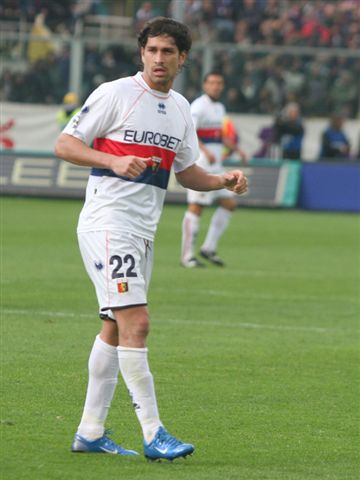
Marco Borriello w sezonie 2007/2008 strzelił dla „Rossoblu” 19 goli.

W sezonach 2000/2001 i 2001/2002 Genoa zajmowała w Serie B dwunaste miejsca. W kolejnych rozgrywkach „Rossoblu” uplasowali się na pierwszej pozycji i wywalczyli awans do pierwszej ligi. Włoski Związek Piłki Nożnej przesunął ich jednak na ostatnie miejsce w tabeli i zdegradował do Serie C. Genoa została bowiem oskarżona o ustawienie swojego ostatniego meczu rozgrywek z klubem SSC Venezia. Spotkanie zakończyło się zwycięstwem „Grifone” 3:2, a wynik ten zapewnił Genoi awans do Serie A. Decyzja o degradacji Genoi do Serie C zapadła 27 lipca 2005 roku.
Sezon 2005/2006 Genoa rozpoczęła z sześcioma punktami na minusie, co było częścią kary za ustawienie meczu z Venezią. „Rossoblu” mimo tego szybko wysunęli się na pierwsze miejsce w tabeli, jednak ostatecznie zajęli w niej drugą pozycję. W barażach o awans do Serie B najpierw pokonali Salernitanę Calcio, a później wygrali z AC Monza i tym samym powrócili do drugiej ligi. Latem nowym trenerem drużyny został Gian Piero Gasperini, pod wodzą którego Genoa w sezonie 2006/2007 awansowała do Serie A. „Grifone” w końcowej tabeli Serie B zajęli trzecie miejsce, a awans zapewnili sobie w ostatniej kolejce sezonu dzięki remisowi 0:0 z Napoli. W sezonie 2007/2008 „Rossoblu” zajęli w tabeli dziesiątą pozycję, a Marco Borriello z dziewiętnastoma golami na koncie zajął trzecie miejsce w klasyfikacji najlepszych strzelców. Latem Borriello powrócił do Milanu, a do klubu został sprowadzony między innymi Diego Milito, który zajął drugie miejsce w klasyfikacji najlepszych strzelców sezonu 2008/2009. Genoa zajęła w nim piąte miejsce w lidze i zapewniła sobie prawo startu w Lidze Europy. Z tych rozgrywek klub został wyeliminowany w rundzie grupowej, w której zajął 3 pozycję za hiszpańską Valencią i francuskim Lille OSC. W poprzedniej rundzie Genoa wyeliminowała duńskie Odense wygrywając w dwumeczu 4:2. W Serie A w sezonie 2009/2010 zespół zajął 9. pozycję, a najlepszym jego strzelcem został sprowadzony latem z Boca Juniors Argentyńczyk Rodrigo Palacio, strzelec 7 goli.

## Sukcesy

### Krajowe
Mistrzostwo Włoch: 9
- 1898, 1899, 1900, 1902, 1903, 1904, 1915, 1923 i 1924

Wicemistrzostwo Włoch: 4
- 1901, 1905, 1928, 1930

III miejsce: 2
- 1906, 1909

Puchar Włoch: 1
- 1937

Finał Pucharu Włoch: 1
- 1940

Serie B: 6
- 1935, 1953, 1962, 1973, 1976, 1989

### Międzynarodowe
Półfinał Pucharu UEFA: 1
- 1992

Finał Pucharu Mitropa: 1
- 1990

Coppa delle Alpi: 3
- 1962, 1964, 1991

Puchar Anglo-Włoski: 1
- 1996

## Poszczególne sezony

### Europejskie puchary
Legenda do wszystkich tabel:
- Q – runda eliminacyjna, 1/16, 1/8, 1/4, 1/2 – odpowiednia faza rozgrywek, Grupa – runda grupowa, 1r gr – pierwsza runda grupowa, 2r gr – druga runda grupowa, F – finał, R – runda, PO – play-off
- k. – rzuty karne, los. – losowanie, Dogr. – dogrywka, w. – zasada bramek strzelonych na wyjeździe

| Sezon   | Rozgrywki   | Runda   | Przeciwnik       | Dom | Wyjazd | Ogólnie    |
| ------- | ----------- | ------- | ---------------- | --- | ------ | ---------- |
| 1991/92 | Puchar UEFA | 1R      | Real Oviedo      | 3–1 | 0–1    | 3–2        |
| 1991/92 | Puchar UEFA | 2R      | Dinamo Bukareszt | 3–1 | 2–2    | 5–3        |
| 1991/92 | Puchar UEFA | 1/8     | Steaua Bukareszt | 1–0 | 1–0    | 2–0        |
| 1991/92 | Puchar UEFA | 1/4     | Liverpool        | 2–0 | 2–1    | 4–1        |
| 1991/92 | Puchar UEFA | 1/2     | AFC Ajax         | 2–3 | 1–1    | 3–4        |
| 2009/10 | Liga Europy | PO      | Odense BK        | 3–1 | 1–1    | 4–2        |
| 2009/10 | Liga Europy | Grupa B | Valencia CF      | 1–2 | 2–3    | 3. miejsce |
| 2009/10 | Liga Europy | Grupa B | Slavia Praga     | 2–0 | 0–0    | 3. miejsce |
| 2009/10 | Liga Europy | Grupa B | Lille OSC        | 0–3 | 3–2    | 3. miejsce |

## Obecny skład
Stan na 1 września 2022
| Nr | Poz. | Piłkarz                                   |
| -- | ---- | ----------------------------------------- |
| 1  | BR   | Adrian Šemper                             |
| 2  | OB   | Stefano Sabelli                           |
| 3  | OB   | Lennart Czyborra                          |
| 5  | OB   | Radu Drăgușin (wypożyczony z Juventus)    |
| 8  | PO   | Kevin Strootman (wypożyczony z Marseille) |
| 9  | NA   | Massimo Coda                              |
| 11 | PO   | Albert Guðmundsson                        |
| 13 | OB   | Mattia Bani                               |
| 14 | OB   | Alessandro Vogliacco                      |
| 18 | NA   | Caleb Ekuban                              |
| 21 | NA   | Kelvin Yeboah                             |
| 22 | BR   | Josep Martínez (wypożyczony z RB Leipzig) |
| 23 | NA   | Seydou Fini                               |
| 24 | PO   | Filip Jagiełło                            |
| 25 | BR   | Rok Vodišek                               |

| Nr | Poz. | Piłkarz                                 |
| -- | ---- | --------------------------------------- |
| 27 | PO   | Stefano Sturaro (kapitan)               |
| 31 | PO   | Stefan Ilsanker                         |
| 32 | PO   | Morten Frendrup                         |
| 35 | PO   | Luca Lipani                             |
| 36 | OB   | Silvan Hefti                            |
| 47 | PO   | Milan Badelj                            |
| 50 | NA   | Güven Yalçın                            |
| 57 | NA   | George Pușcaș (wypożyczony z Reading)   |
| 70 | PO   | Mattia Aramu (wypożyczony z Venezia FC) |
| 82 | BR   | Giuseppe Agostino                       |
| 90 | PO   | Manolo Portanova                        |
| 93 | OB   | Marko Pajač                             |
| 94 | PO   | Abdoulaye Touré                         |
| 99 | PO   | Pablo Galdames                          |

### Piłkarze na wypożyczeniu
| Nr | Poz. | Piłkarz                                                |
| -- | ---- | ------------------------------------------------------ |
|    | OB   | Davide Biraschi (w Karagümrük do 10 lipca 2023)        |
|    | OB   | Paolo Gozzi (w Cosenza do 30 czerwca 2023)             |
|    | OB   | Nicholas Rizzo (w Standard Liège do 30 czerwca 2023)   |
|    | OB   | Federico Valietti (w Vicenza do 30 czerwca 2024)       |
|    | OB   | Johan Vásquez (w Cremonese do 30 czerwca 2023)         |
|    | PO   | Luca Chierico (w Foggia do 30 czerwca 2023)            |
|    | PO   | Patrizio Masini (w Novara do 30 czerwca 2023)          |
|    | PO   | Filippo Melegoni (w Standard Liège do 30 czerwca 2023) |
|    | PO   | Vittorio Parigini (w Como do 30 czerwca 2023)          |

| Nr | Poz. | Piłkarz                                             |
| -- | ---- | --------------------------------------------------- |
|    | PO   | Mattia Zennaro (w Feralpisalò do 30 czerwca 2023)   |
|    | PO   | Kacper Zielski (w Matera Calcio do 30 czerwca 2023) |
|    | PO   | Francesco Cassata (w Ternana do 30 czerwca 2023)    |
|    | NA   | Flavio Bianchi (w Brescia do 30 czerwca 2023)       |
|    | NA   | Aleksander Buksa (w OH Leuven do 30 czerwca 2023)   |
|    | NA   | Giacomo Calò (w Cosenza do 30 czerwca 2023)         |
|    | NA   | Andrea Favilli (w Ternana do 30 czerwca 2023)       |
|    | NA   | Yayah Kallon (w Verona do 30 czerwca 2023)          |
|    | NA   | Elia Petrelli (w Triestina do 30 czerwca 2023)      |

## Piłkarze
Zwycięzcy mistrzostw świata
- Mario Genta
- Mario Perazzolo
- Sergio Bertoni
- Pietro Arcari
- Fulvio Collovati
- Bruno Conti
- Aldair
- Branco

Piłkarze mający na koncie co najmniej 250 meczów dla Genoi
- Vincenzo Torrente (433)
- Gennaro Ruotolo (403)
- Giovanni De Prà (304)
- Ottavio Barbieri (299)
- Mario Bortolazzi (251)

Piłkarze mający na koncie co najmniej 5 tytułów mistrza Włoch dla Genoi
- Edoardo Pasteur (6)
- James Richardson Spensley (6)
- Walter Agar (5)
- Henri Dapples (5)

Reprezentanci Polski
- Krzysztof Piątek (król strzelców Pucharu Włoch 2018-2019, 8 bramek)

## Prezydenci
Chronologiczna lista prezydentów klubu od roku 1893.
| Prezydent              | Lata      |
| ---------------------- | --------- |
| Charles De Grave Sells | 1893–1897 |
| Hermann Bauer          | 1897–1899 |
| Daniel G. Fawcus       | 1899–1904 |
| Edoardo Pasteur        | 1904–1909 |
| Vieri A. Goetzloff     | 1909–1910 |
| Edoardo Pasteur        | 1910–1911 |
| Luigi Aicardi          | 1911–1913 |
| Geo Davidson           | 1913–1920 |
| Guido Sanguineti       | 1920–1926 |
| Vincent Ardissone      | 1926–1933 |
| Aldo Tarabini          | 1933–1934 |
| Alfredo Costa          | 1934–1936 |
| Juan Culiolo           | 1936–1941 |
| Nino Bertoni           | 1941–1942 |

| Prezydent           | Lata      |
| ------------------- | --------- |
| Giovanni Gavarone   | 1942–1943 |
| Nino Bertoni        | 1943–1944 |
| Aldo Mairano        | 1944–1945 |
| Antonio Lorenzo     | 1945–1946 |
| Edoardo Pasteur     | 1946      |
| Giovanni Peragallo  | 1946      |
| Massimo Poggi       | 1946–1950 |
| Ernesto Cauvin      | 1951–1953 |
| Ugo Valperga        | 1953–1954 |
| komitet prezydencki | 1954–1958 |
| Fausto Gadolla      | 1958–1960 |
| komitet prezydencki | 1960–1963 |
| Giacomo Berrino     | 1963–1966 |
| Ugo Maria Failla    | 1966–1967 |

| Prezydent         | Lata      |
| ----------------- | --------- |
| Renzo Fossati     | 1967–1970 |
| Virgilio Bazzani  | 1970      |
| Angelo Tongiani   | 1970–1971 |
| Gianni Meneghini  | 1971–1972 |
| Giacomo Berrino   | 1972–1974 |
| Renzo Fossati     | 1974–1985 |
| Aldo Spinelli     | 1985–1997 |
| Massimo Mauro     | 1997–1999 |
| Gianni E. Scerni  | 1999–2001 |
| Luigi Dalla Costa | 2001–2003 |
| Stefano Campoccia | 2003      |
| Enrico Preziosi   | 2003–     |

## Trenerzy

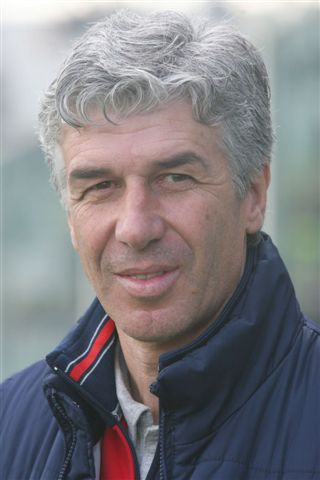
Gian Piero Gasperini – trener Genoi w latach 2006–2010 i 2013–2016.

Chronologiczna lista trenerów klubu od roku 1896.
| Trener                           | Kraj               | Lata      |
| -------------------------------- | ------------------ | --------- |
| James R. Spensley                | Anglia             | 1896–1907 |
| komisja techniczna               | Anglia             | 1907–1912 |
| William Garbutt                  | Anglia             | 1912–1927 |
| Renzo De Vecchi                  | Włochy             | 1927–1930 |
| Gèza Székány                     | Węgry              | 1930–1931 |
| Luigi Burlando Guillermo Stábile | Włochy · Argentyna | 1931–1932 |
| Karl Rumbold                     | Austria            | 1932–1933 |
| József Nagy                      | Węgry              | 1933–1934 |
| Vittorio Faroppa                 | Włochy             | 1934–1935 |
| György Orth                      | Węgry              | 1935–1936 |
| Hermann Felsner                  | Austria            | 1936–1937 |
| William Garbutt                  | Anglia             | 1937–1939 |
| Ottavio Barbieri William Garbutt | Włochy · Anglia    | 1939–1940 |
| Ottavio Barbieri                 | Włochy             | 1940–1941 |
| Guido Ara                        | Włochy             | 1941–1943 |
| Ottavio Barbieri                 | Włochy             | 1945–1946 |
| William Garbutt                  | Anglia             | 1946–1948 |
| Federico Allasio                 | Włochy             | 1948–1949 |
| John David Astley                | Anglia             | 1949–1950 |
| Manlio Bacigalupo                | Włochy             | 1950–1951 |
| Imre Senkey                      | Węgry              | 1951–1952 |
| Giacinto Ellena                  | Włochy             | 1952–1953 |
| György Sárosi                    | Węgry              | 1953–1955 |
| Renzo Magli                      | Włochy             | 1955–1958 |
| Annibale Frossi                  | Włochy             | 1958–1959 |
| Antonio Busini Gipo Poggi        | Włochy · Włochy    | 1959–1960 |
| Annibale Frossi                  | Włochy             | 1960–1961 |
| Renato Gei                       | Włochy             | 1961–1963 |
| Beniamino Santos                 | Argentyna          | 1963–1964 |
| Paulo Amaral                     | Brazylia           | 1964–1965 |
| Luigi Bonizzoni                  | Włochy             | 1965–1966 |
| Giorgio Ghezzi                   | Włochy             | 1966–1967 |
| Livio Fongaro                    | Włochy             | 1967–1968 |
| Aldo Campatelli                  | Włochy             | 1968–1969 |
| Franco Viviani                   | Włochy             | 1969–1970 |
| Arturo Silvestri                 | Włochy             | 1970–1974 |
| Guido Vincenzi                   | Włochy             | 1974–1975 |
| Gigi Simoni                      | Włochy             | 1975–1978 |
| Pietro Maroso                    | Włochy             | 1978–1979 |
| Gianni Di Marzio                 | Włochy             | 1979–1980 |
| Gigi Simoni                      | Włochy             | 1980–1984 |
| Tarcisio Burgnich                | Włochy             | 1984–1986 |
| Attilio Perotti                  | Włochy             | 1986–1987 |
| Gigi Simoni                      | Włochy             | 1987–1988 |
| Francesco Scoglio                | Włochy             | 1988–1990 |

| Trener                           | Kraj            | Lata      |
| -------------------------------- | --------------- | --------- |
| Osvaldo Bagnoli                  | Włochy          | 1990–1992 |
| Bruno Giorgi                     | Włochy          | 1992–1993 |
| Claudio Maselli                  | Włochy          | 1993–1994 |
| Francesco Scoglio                | Włochy          | 1994–1995 |
| Gigi Radice                      | Włochy          | 1995–1996 |
| Attilio Perotti                  | Włochy          | 1996–1997 |
| Gaetano Salvemini                | Włochy          | 1996–1997 |
| Claudio Maselli                  | Włochy          | 1997      |
| Tarcisio Burgnich                | Włochy          | 1997–1998 |
| Giuseppe Pillon                  | Włochy          | 1998      |
| Luigi Cagni                      | Włochy          | 1998      |
| Delio Rossi                      | Włochy          | 1999–2000 |
| Bruno Bolchi                     | Włochy          | 2000      |
| Guido Carboni Alfredo Magni      | Włochy · Włochy | 2000–2001 |
| Bruno Bolchi                     | Włochy          | 2001      |
| Francesco Scoglio                | Włochy          | 2001      |
| Edoardo Reja                     | Włochy          | 2001–2002 |
| Claudio Onofri                   | Włochy          | 2002      |
| Vincenzo Torrente Rino Lavezzini | Włochy · Włochy | 2003      |
| Roberto Donadoni                 | Włochy          | 2003      |
| Luigi De Canio                   | Włochy          | 2004      |
| Serse Cosmi                      | Włochy          | 2004–2005 |
| Francesco Guidolin               | Włochy          | 2005      |
| Giovanni Vavassori               | Włochy          | 2005–2006 |
| Gian Piero Gasperini             | Włochy          | 2006–2010 |
| Davide Ballardini                | Włochy          | 2010–2011 |
| Alberto Malesani                 | Włochy          | 2011–2013 |
| Pasquale Marino                  | Włochy          | 2011–2012 |
| Alberto Malesani                 | Włochy          | 2012      |
| Luigi de Canio                   | Włochy          | 2012      |
| Luigi Delneri                    | Włochy          | 2012-2013 |
| Davide Ballardini                | Włochy          | 2013      |
| Fabio Liverani                   | Włochy          | 2013      |
| Gian Piero Gasperini             | Włochy          | 2013-2016 |
| Ivan Jurić                       | Chorwacja       | 2016-2017 |
| Andrea Mandorlini                | Włochy          | 2017      |
| Ivan Jurić                       | Chorwacja       | 2017      |
| Davide Ballardini                | Włochy          | 2017-2018 |
| Ivan Jurić                       | Chorwacja       | 2018      |
| Cesare Prandelli                 | Włochy          | 2018–2019 |
| Aurelio Andreazzoli              | Włochy          | 2019      |
| Thiago Motta                     | Włochy          | 2019      |
| Davide Nicola                    | Włochy          | 2019-2020 |
| Rolando Maran                    | Włochy          | 2020      |
| Davide Ballardini                | Włochy          | 2020-2021 |
| Andrij Szewczenko                | Ukraina         | 2021-dziś |

## Stadion
Obecnie Genoa CFC rozgrywa domowe mecze na Stadio Comunale Luigi Ferraris, który dzieli razem z Sampdorią. Obiekt był budowany od 1909 roku i oddany do użytku w 1911 roku. Inauguracja miała miejsce 22 stycznia podczas pojedynku Genoi i Interu Meidolan. W 1933 roku obiekt otrzymał własną nazwę na cześć byłego kapitana Genoi – Luigiego Ferrarisa. Stadion mieści się w Marassi – rejonie położonym na północny wschód od Genui. W łatwy sposób można się na niego dostać autobusem, samochodem oraz pociągiem. Stadion może pomieścić 36 536 widzów, a wymiary boiska piłkarskiego to 105 × 68 metrów. Na stadionie uprawa się również inne sporty, między innymi rugby. Stadio Luigi Ferraris było jedną z aren Mistrzostw Świata 1990. Najwięcej kibiców było obecnych na spotkaniu reprezentacji Włoch z Portugalią, które odbyło się 27 lutego 1949 roku. Wówczas na trybunach było obecnych 60 000 osób. Na budowie Stadio Luigi Ferraris wzorowali się konstruktorzy przebudowujący stadion Preston North End – Deepdale.

## Kibice
Genoa nie jest zbyt popularnym klubem poza swoim miastem, większość fanów zespołu stanowią mieszkańcy regionu Liguria, jednak drużyna ma swoich kibiców również w Piemoncie oraz Dolina Aosty. Marynarskie tradycje Genueńczyków i ich obecność w odległych krajach spowodowały, że imigranci założyli fankluby Genoi w Buenos Aires, Amsterdamie, Tokio, Toronto, Nowym Jorku, San Francisco, Islandii i wielu innych miejscach na świecie.
Największym wrogiem kibiców Genoi jest Sampdoria – drużyna z tego samego miasta. Pojedynki pomiędzy tymi drużynami znane są jako Derby della Lanterna, a nazwa ta wywodzi się od latarni znajdującej się w mieście. Jak do tej pory korzystniejszy bilans w spotkaniach derbowych ma Sampdoria. Jednym z wrogów Genoi jest również A.C. Milan. Na początku 1995 roku doszło do walki pomiędzy chuliganami obu drużyn, w wyniku której śmierć poniósł jeden z fanów Genoi – Vincenzo Spagnolo.
Kibice Genoi znajdują się w dobrych stosunkach z kilkoma innymi włoskimi klubami. Jednym z nich jest Torino FC, przyjaźń z którym trwa od końca sezonu 1963/1964, kiedy z Genoi do Torino trafił Gigi Meroni. Fani Genoi od 1982 roku darzą również sympatią SSC Napoli. Przyjaźń ta rozwinęła się pod koniec sezonu 2006/2007, kiedy w ostatniej kolejce rozgrywek mecz pomiędzy tymi dwoma zespołami zakończył się remisem 0:0, w efekcie czego obie drużyny awansowały do Serie A. Ultrasi Genoi na pojedynku tym wywiesili na trybunach baner z napisem „benvenuto fratello napoletano”, co oznacza „witamy neapolitańskiego brata”. Zgodę z fanami „Rossoblu” ma również Ancona Calcio.
Obecnie najważniejszymi grupami kibicowskimi w Genoi są „Vecchi Orsi” oraz „Ottavio Barbieri”. Wcześniej istniała również grupa o nazwie „Fossa dei Grifoni”, a ważną rolę odgrywały też „Kapovolti” i „Ragazzi Certoza”. Fani zespołu wyznają poglądy lewicowe.